# Aspidodiadematoida
Ordre
Les Aspidodiadematoida sont un ordre d'oursins réguliers.

## Caractéristiques
Les Aspidodiadematoida sont des oursins réguliers : leur test (coquille) est de forme ronde, la large bouche (« péristome ») est située au centre de la face orale (inférieure) et l'anus (« périprocte ») à l'opposé (au sommet du test, appelé « apex »), avec les orifices génitaux et le madréporite.
Les plaques interambulacraires portent un tubercule primaire unique, perforé et crénulé. Les radioles sont creuses.
Cet ordre est apparu au Jurassique, et compte encore quelques espèces vivantes, essentiellement abyssales.

## Liste des familles
Selon World Register of Marine Species (17 septembre 2013), cet ordre ne contient qu'une seule famille : 
- famille Aspidodiadematidae (Duncan, 1889)
  - genre Aspidodiadema A. Agassiz, 1878 -- 11 espèces
  - genre Culozoma Vadet & Slowik, 2001 †
  - genre Gymnotiara Pomel, 1883 †
  - genre Plesiodiadema Pomel, 1883 -- 7 espèces

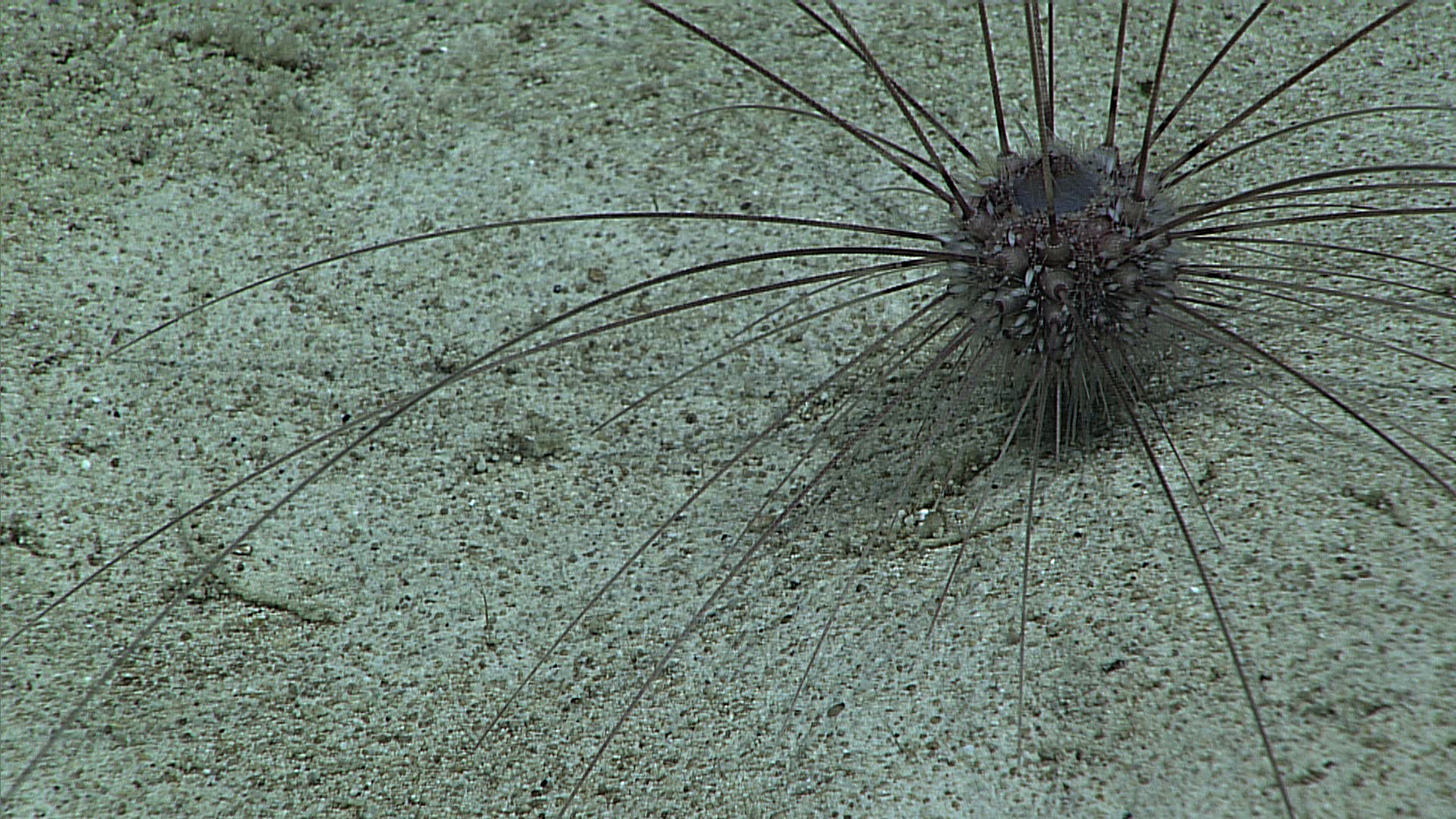
Aspidodiadema hawaiiense
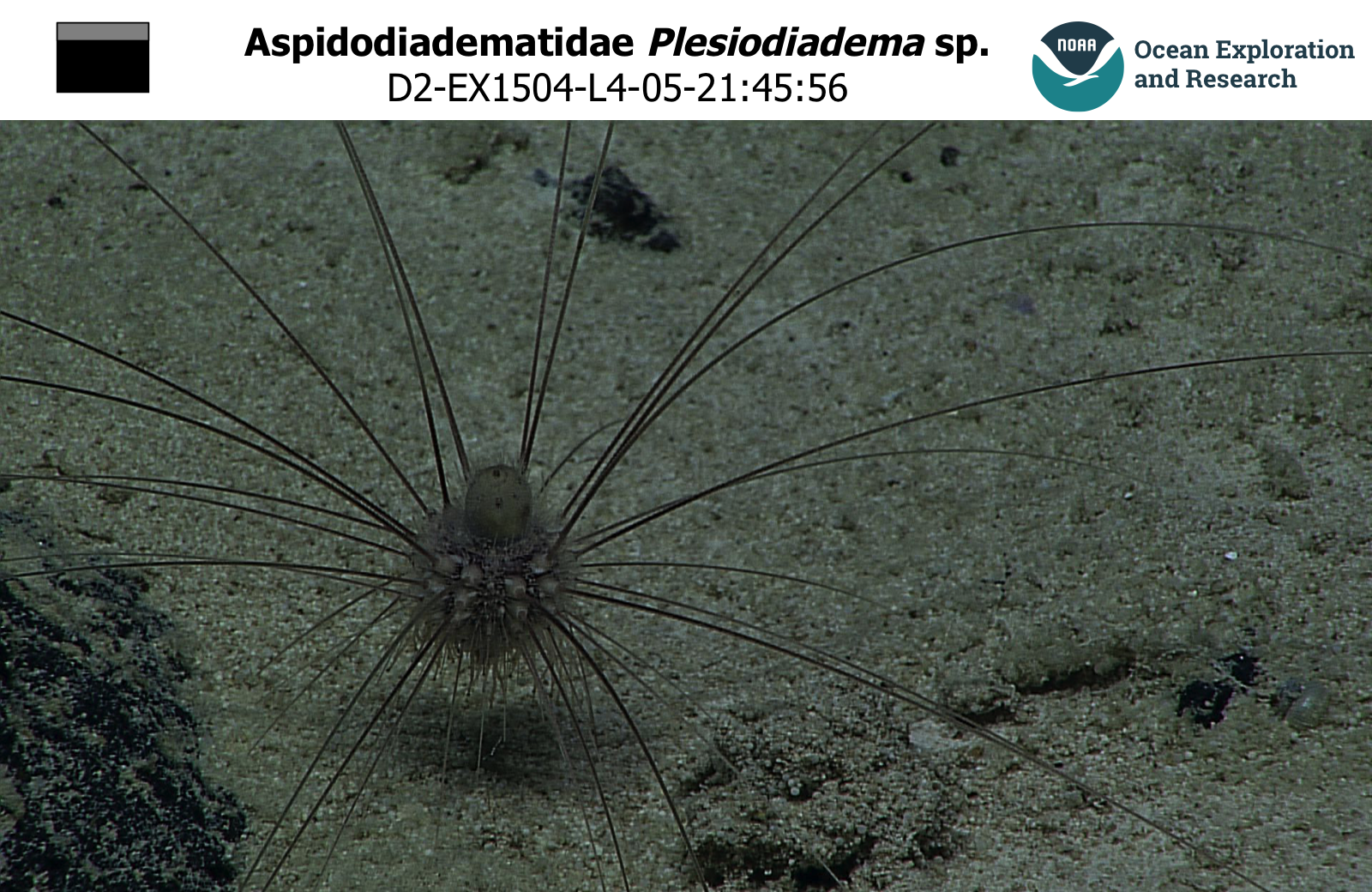
Plesiodiadema sp. observé à plus de 1 000 m de profondeur au large de Hawaii.